# MÁV Magyar Államvasutak Zrt.
A MÁV Magyar Államvasutak Zártkörűen Működő Részvénytársaság (MÁV Zrt.) a magyar állam tulajdonában lévő vasúttársaság, Magyarország nemzeti vasúttársasága. Jogelődjét, a Magyar Királyi Államvasutakat 1868-ban alapították. A társaság székhelye Budapesten található, de telephelyei vannak több más magyarországi városban is. A vállalat vezérigazgatója Hegyi Zsolt.
A MÁV-csoporthoz tartozó vállalatok széles körű tevékenységet folytatnak, mint például a vasúti pályahálózat-működtetés és a személyszállítás. Mindemellett a vállalatcsoport különféle szolgáltatásokat nyújt árufuvarozó vasúti társaságoknak, hazai, valamint külföldi vállalkozásoknak, vasúti társaságoknak egyaránt. A MÁV Zrt. vasúthálózatának teljes hossza 6979,84 kilométer.
2020. július 15-től a Volánbusz Zrt. feletti tulajdonosi jogokat a MÁV Zrt. gyakorolja, 2021 januártól pedig a busztársaság a MÁV-csoport részévé vált. Ezzel létrejött Magyarország legnagyobb létszámú munkáltatója a holding közel 57 ezer főnyi munkavállalói állományával. Évente átlagosan 800 millió utast szolgál ki a cégcsoport.
A Coface CEE Top 500 rangsor szerint 2022-ben Magyarország 48. és Közép- és Kelet-Európa 435. legnagyobb forgalmú vállalata.

## A MÁV-csoport története
1867-ben, a kiegyezés évében felhatalmazást kapott a magyar kormány az Országgyűléstől államkölcsön felvételére.

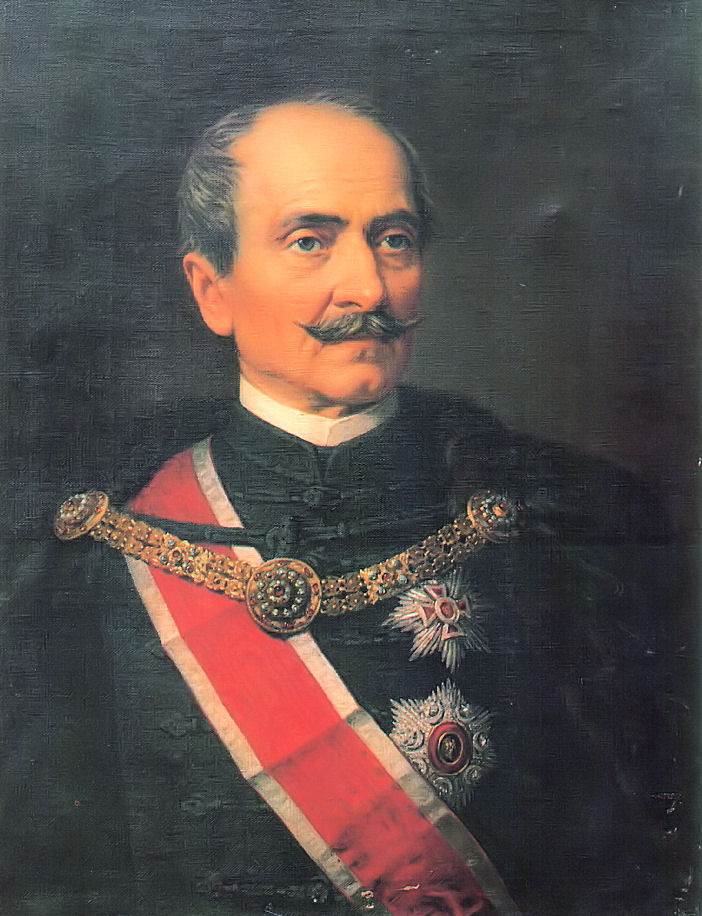
Gróf hídvégi Mikó Imre, a MÁV-ot megalapító miniszter

A vasút- és csatornaépítésekre felvett államkölcsön egy részéből a kormány 1868. július 1-jén felvásárolta a csődbe ment Magyar Északi Vasutat, amely a Pest–Salgótarján vonalat kezelte.
A Közmunka- és Közlekedésügyi Minisztérium 1869-ben elrendelte, hogy az államkincstár kezelésébe vett vasút és a közeljövőben megnyíló Zákány–Zágráb vonal neve együtt Magyar Királyi Államvasutak legyen – így alakult meg a mai MÁV jogelődje. Ettől az évtől kezdve az állami szerepvállalás erősödött, a nehéz anyagi helyzetbe kerülő magánvasutakat az állam kisegítette vagy kivásárolta. Vonalaikat és járműveiket a Magyar Királyi Államvasutak vette át, így a hálózat fejlődése töretlen volt.
1949. március 15-én a MÁV formálisan is a Közlekedési és Postaügyi Minisztérium, vagyis az állam része lett, és így is működött a rendszerváltozásig.

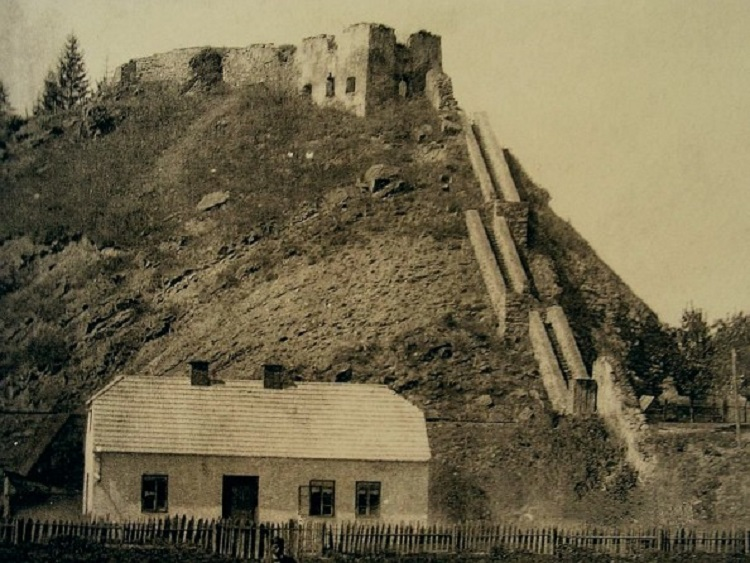
A Magyar Királyi Államvasutak legkeletibb, 30. számú vasúti őrháza és a Rákóczi-vár, Gyimesbükk (1944)

A Közlekedési, Hírközlési és Vízügyi Minisztérium 1993. június 30-án létrehozta a Magyar Államvasutak Részvénytársaságot (MÁV Rt.), a Magyar Állam 100 százalékos tulajdoni hányadával, határozatlan időtartamra.
2005. szeptember 1-jén a társaság zártkörű részvénytársasággá (MÁV Zrt.) alakult, alapítói jogai a gazdasági és közlekedési miniszterhez kerültek.
Az Árufuvarozási Üzletág 2006. január 1-től MÁV Cargo Árufuvarozási Zrt. néven, a MÁV Zrt. leányvállalataként kezdte meg önálló működését, 2008-as privatizációját követően két évvel pedig új néven, Rail Cargo Hungaria Zrt.-ként folytatta tevékenységét.
2007. július 1-től a korábbi Személyszállítási Üzletág feladatkörét szintén egy leányvállalat, a MÁV-START Zrt. vette át, amelynek százszázalékos tulajdonosa ugyancsak a MÁV Zrt. lett.
2008. január 1-jén a korábbi Gépészeti Üzletágból szerveződött két további leányvállalat: a járműkarbantartó MÁV-GÉPÉSZET Zrt., és a vontatásszolgáltató MÁV-TRAKCIÓ Zrt. A MÁV-csoport szervezeti átalakítása révén utóbbi kettő 2014. január 1-jén jogutódlással megszűnt, tevékenységüket a MÁV-START Zrt. vette át.
2020. július 15-től az állami tulajdonú közlekedési szolgáltató társaságok összehangolt, egységes közlekedésszakmai működtetésének és közös stratégiai irányításának hosszú távú erősítése érdekében, a Volánbusz Zrt. tulajdonosi joggyakorlója a MÁV Zrt. A vasúti és közúti személyszállítási ágazat két legnagyobb vállalatának egységes stratégiai irányítására vonatkozó kormányzati szándék megvalósítása érdekében, 2021 januárban a MÁV tulajdonába került a Volánbusz és a VOLÁN Buszpark.
Az 1868-ban alapított MÁV Magyar Államvasutak Zrt. tulajdonosa jelenleg is a magyar állam, amely tulajdonosi jogait a társaság felett a nemzeti vagyon kezeléséért felelős tárca nélküli miniszter útján gyakorolja.
A több mint 150 éves múltra visszatekintő MÁV-csoporthoz az anyavállalat és 20 leányvállalat tartozik. A cégek tevékenységi körei közül kiemelkedik a pályaműködtetés és a személyszállítás. A vasúttársaság árufuvarozási tevékenységet közvetlenül nem végez, de pályahálózatán egyre több hazai és külföldi vasúti társaságnak biztosít szolgáltatásokat, a nyílt hozzáférésű vasúti infrastruktúra  és a pályavasúti szolgáltatásokhoz való hozzáféréstől kezdve a vontatáson át a karbantartásig, javításokig.
A MÁV-csoport személyszállítási leányvállalatai kiemelten az utasok igényeire fókuszálnak, míg a MÁV Zrt. az infrastruktúrával kapcsolatos működtetési, üzemeltetési, karbantartási és fejlesztési feladatokat látja el.
2025-ben nagyobb átszervezésen ment keresztül a cég, hiszen a MÁV-START Zrt.-be teljes egészében beolvadt a Volánbusz Zrt. és a MÁV-HÉV Zrt., ezzel létrejött a MÁV Személyszállítási Zrt. Az új, összevont társaság célja, hogy egységes, utasbarát, egyszerűbben igénybe vehető szolgáltatást biztosítson a velünk utazók számára. A három személyszállítási márkanév megmarad, utasaink szóhasználatához igazodva a rövidebb – MÁV, VOLÁN, HÉV – formában.

## Nagyobb leányvállalatok

### MÁV Zrt.
A MÁV Zrt. a három nagy szakmai egység munkáját összehangoló, csoportirányító központ. Az új stratégiai vezérigazgató-helyettesi szervezet kiemelt feladatai közé tartozik a közösségi közlekedési szolgáltatások integrált, csoportszintű üzletfejlesztési és stratégiai céljainak meghatározása. Bizonyos központosított funkciók kiemelt fontosságúak a jövőbeni hatékony, utasbarát működés szempontjából: ilyen például a létrejött haváriaközpont, amely felügyeli a közlekedést, működteti a központi személyszállítási fődiszpécseri és havária ügyeletet, irányítja a rendkívüli események kezelését. Az utastájékoztatási koordináció csoportszinten koordinálja és szervezi a vasúti és autóbuszos statikus és dinamikus utastájékoztatási feladatokat, kapcsolatot tart a végrehajtást végző pályaműködtetési, szolgáltatói utastájékoztatási és forgalmi területekkel.
A MÁV Zrt.-hez tartozik a szakterületek csoportszintű összefogása és egyes feladatok ellátása a leányvállalatok számára, valamint az egységes csoportszintű kommunikáció kialakítása.
A MÁV Zrt. által működtetett infrastruktúra-hálózat Magyarország elhelyezkedésénél fogva kedvező a tranzitforgalom számára. Hazánk, mint Kelet- és Nyugat-Európa kapuja, a IV., V., VII. és X. páneurópai vasúti korridor, valamint a 6. („Mediterrán”), a 7. („Orient”) és a 11. („Borostyán”) árukorridor része. A MÁV pályahálózatát 52 vasúttársaság veszi igénybe, amelyek számára a vállalat különféle szolgáltatásokat nyújt.
A MÁV Zrt. elnök-vezérigazgatója Hegyi Zsolt. A társaság székhelye Budapesten található. Az országban 6 területi igazgatóság működik, amelyek Budapesten, Debrecenben, Miskolcon, Pécsen, Szegeden és Szombathelyen találhatók.
- Állomások száma: 639 db
- Megállóhelyek száma: 762 db
- Közlekedtetett vonatok száma 2020-ban:
- Személyszállító vonat: 1 037 641 db
- Tehervonat: 138 383 db[12]

### MÁV Személyszállítási Zrt.
A MÁV-START Zrt.-be teljes egészében beolvadt a Volánbusz Zrt. és a MÁV-HÉV Zrt., ezzel létrejött a MÁV Személyszállítási Zrt. 

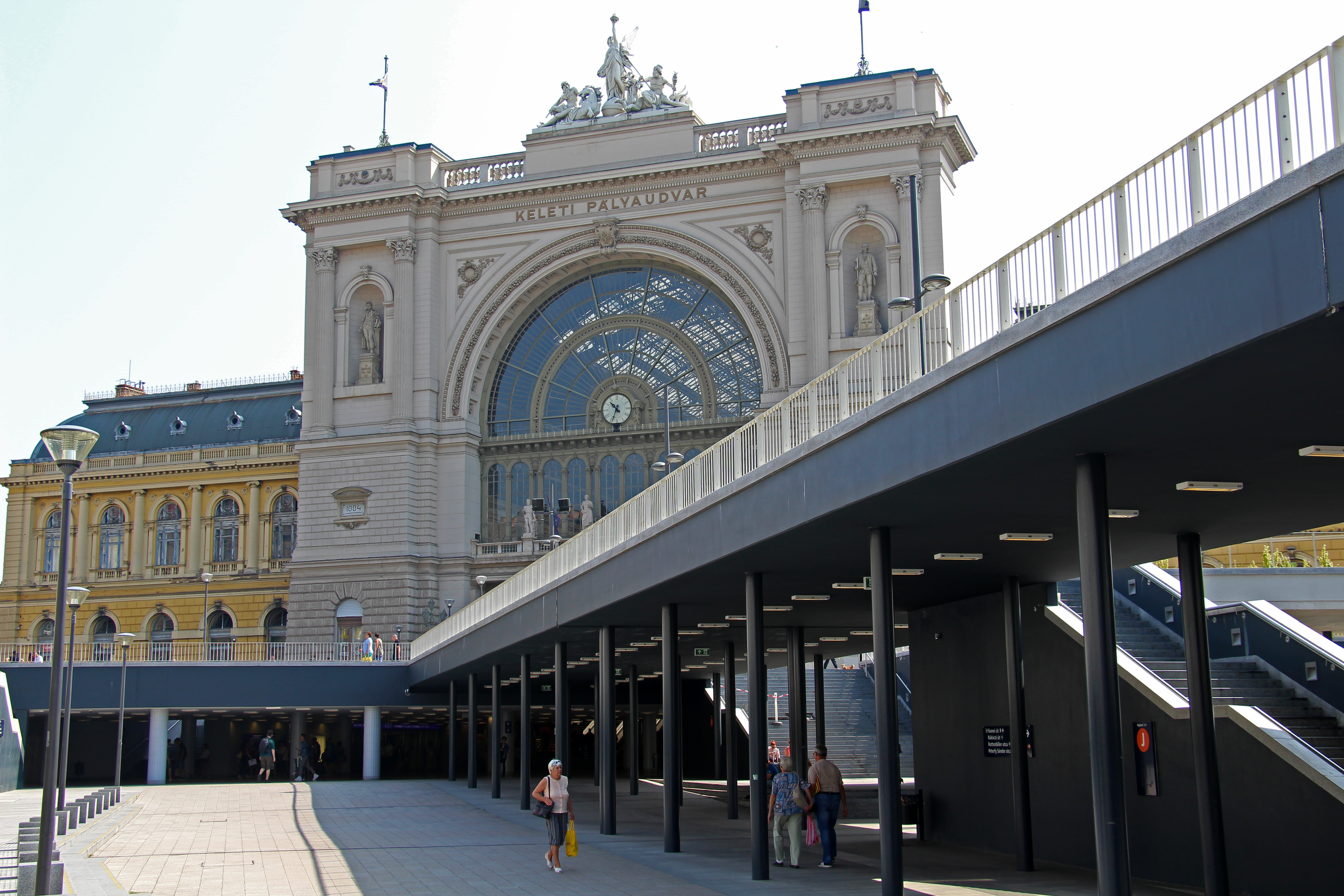
Budapest-Keleti pályaudvar

A MÁV Személyszállítási Zrt. alapvető célkitűzése, hogy személyszállítási szolgáltatóként magas szakmai tudással és mindenekelőtt minőségi színvonalat nyújtva, utasbarát szemlélettel szolgálja ki az utasokat, hogy pozitív utazási élménnyel gazdagodva érjenek el úticéljaikhoz. Hatékony munkavégzés, racionális szervezeti háttér és 21. századi fejlesztések jellemzik a cég működését. A vállalat a járműállomány folyamatos korszerűsítésével, a fedélzeti szolgáltatások minőségi fejlesztésével, javuló utastájékoztatással és komfortosabb utazási feltételekkel, korszerű, környezetkímélő eszközök és lehetőségek bevezetésével, a nemzetközi szolgáltatások fejlesztésével igyekszik a megújuló, folyamatosan fejlődő közösségi közlekedés szinonimája lenni.
A MÁV átlagosan napi 2400 vonatot közlekedtet. A vállalat flottájához körülbelül 2000 személyszállító jármű tartozik: személy- és motorkocsik, motorvonatok. A járműpark folyamatos korszerűsítése érinti a minőségi távolsági, az elővárosi és a regionális szegmenst. A társaság mintegy 610 mozdonyt üzemeltet, ami lehetővé teszi külső partnerek kiszolgálását is.

### MÁV Pályaműködtetési Zrt.
A MÁV Pályaműködtetési Zrt. a magyarországi közforgalmú vasúti pályahálózat nagy részének üzemeltetőjeként több, mint 7000 kilométernyi vasúti pálya és az ahhoz kapcsolódó infrastruktúra működtetéséről gondoskodik. Teljeskörűen ellátja az üzemeltetési, forgalomirányítási, karbantartási és részben a felújítási feladatokat.
A MÁV Pályaműködtetési Zrt. a pályaműködtetési terület a korábbi MÁV Zrt.-ről történő leválásával önálló társaságként jött létre, amelybe 2025. január 1-jétől a MÁV FKG mellett önálló igazgatóságként betagozódik a MÁV KFV tevékenysége is, Központi felépítmény vizsgáló igazgatóságként működik tovább. A MÁV Pályaműködtetési Zrt. alapvető feladata önálló tagvállalatként ellátni a pályaműködtetési tevékenységet. A szervezeti felépítése is ezt tükrözi: a pályaműködtetési és beruházási, valamint az általános vezérigazgató-helyettes alá tagozódnak be az egyes szakterületek. Közvetlen vezérigazgató-helyettesi irányítás alatt kialakításra kerül a digitalizációs iroda, melynek feladata az informatikai megrendelőképesség vállalati biztosítása, kapcsolattartás a MÁV Zrt. és a MÁV SZK Zrt. informatikai egységei között.

### MÁV Szolgáltató Központ Zrt.
A MÁV Szolgáltató Központ Zrt. feladatköre sokrétű: szolgáltatási szerződéssel rendelkező megbízói – főleg, de nem kizárólag a MÁV-csoport vállalatai – számára pénzügyi, számviteli és kontrolling tevékenységet, humán szolgáltatást, raktár- és készletgazdálkodást, informatikai szolgáltatást, menedzsmenttámogatási és ügyviteli feladatokat lát el, valamint felelős a beszerzési, környezetvédelmi, szállítási, flottakezelési és leltározási, szolgáltatások biztosításáért is. Megbízói támogatásához hat üzletág biztosítja a szolgáltatásokat.

### MÁV FKG Kft.

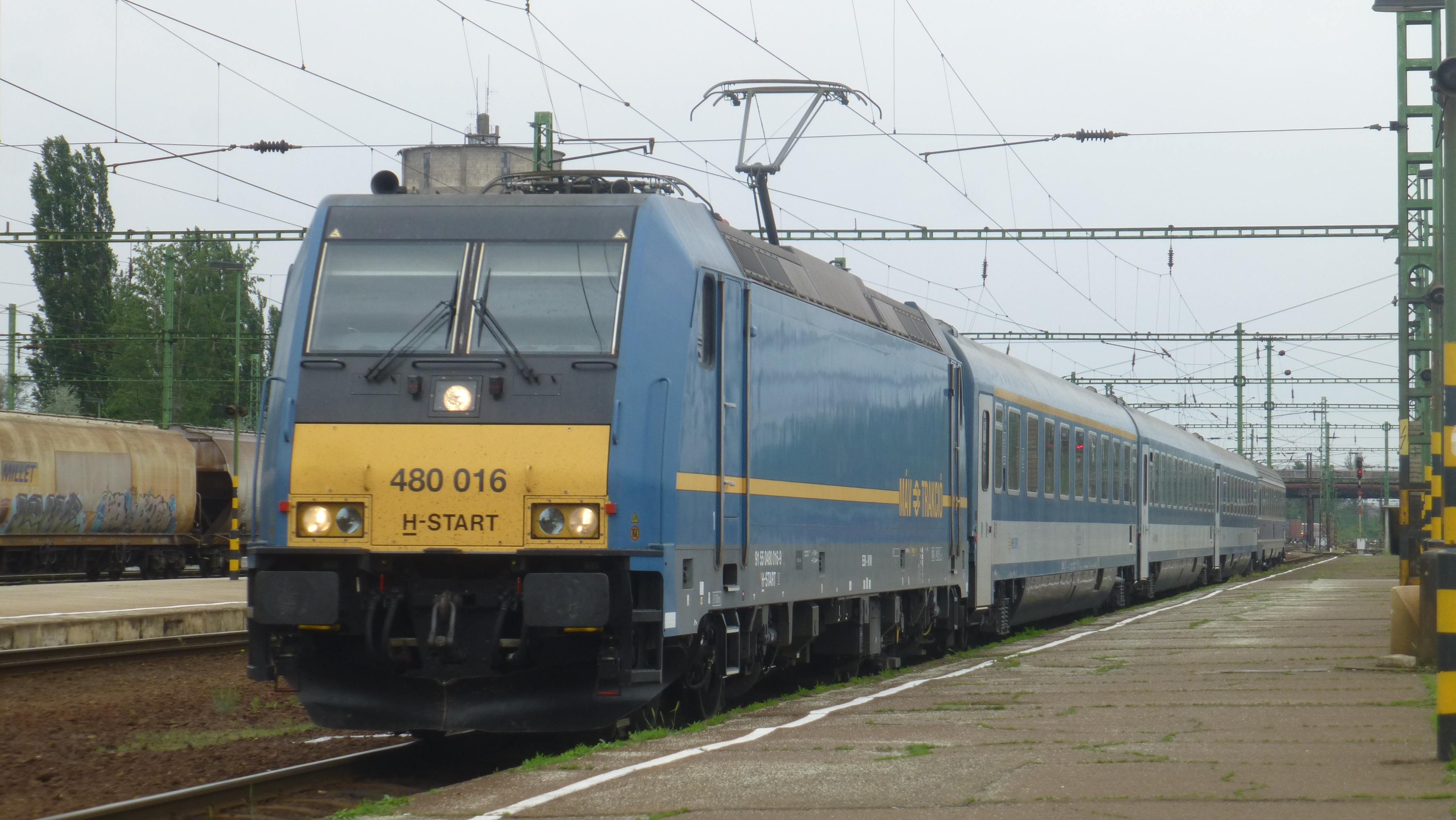
Transilvania EC Szolnokon

A Társaság alapvető célja a MÁV Zrt. kezelésében lévő magyarországi vasúti pálya tervezhető karbantartási és felújítási, egyedi felújítási munkáinak végrehajtása, illetve az ehhez kapcsolódó vasútépítő, vágány és kitérő szabályozó nagygépek üzemeltetése. Ezen túlmenően a vasúti pályához kapcsolódó járművek, gépek karbantartása, felújítása és gyártása is nagy jelentőséggel bír. 24 telephellyel rendelkezik.

### MÁV KFV Kft.
A MÁV KFV Kft. alapvető feladata a vasúti pályafelügyelethez kapcsolódó pályadiagnosztikai tevékenység ellátása, melynek keretében a vasúti sínek és kitérők vizsgálata, a vágányok geometriai, járműdinamikai és űrszelvény mérése, a vasúti hidak és műtárgyak vizsgálata, a vasúti földművek geofizikai vizsgálata, valamint a pályába beépítésre kerülő felépítményi anyagok minősítése történik.

### ZÁHONY-PORT Zrt.
A  logisztikai szolgáltatást nyújt a záhonyi átrakókörzetben, az európai normál és a keleti széles nyomtávú vágányhálózat találkozásánál. Záhony a „Kelet kapuja”, az ázsiai országok kulcsfontosságú kereskedelmi belépőpontja az Európai Unió felé.

### MÁV Rail Tours Kft.
A cég fő tevékenysége a vasúti személyszállítás, melynek keretében a klasszikus gőzfelhős nosztalgia utak mellett úgynevezett élményvonatokat is közlekedtetnek elsősorban a környező országok fővárosaiba. Szervezése a XIX-XX. század fordulójának emlékét őrző korabeli, felújított vonatokkal.
Ezen felül különböző ömlesztett áru és vasútépítéshez használt anyagok szállítását, speciális szerelvények és vasúti munkagépek továbbítását, valamint vasúti járművek karbantartását is vállalják.

## A MÁV-csoport gazdálkodása és fejlesztései

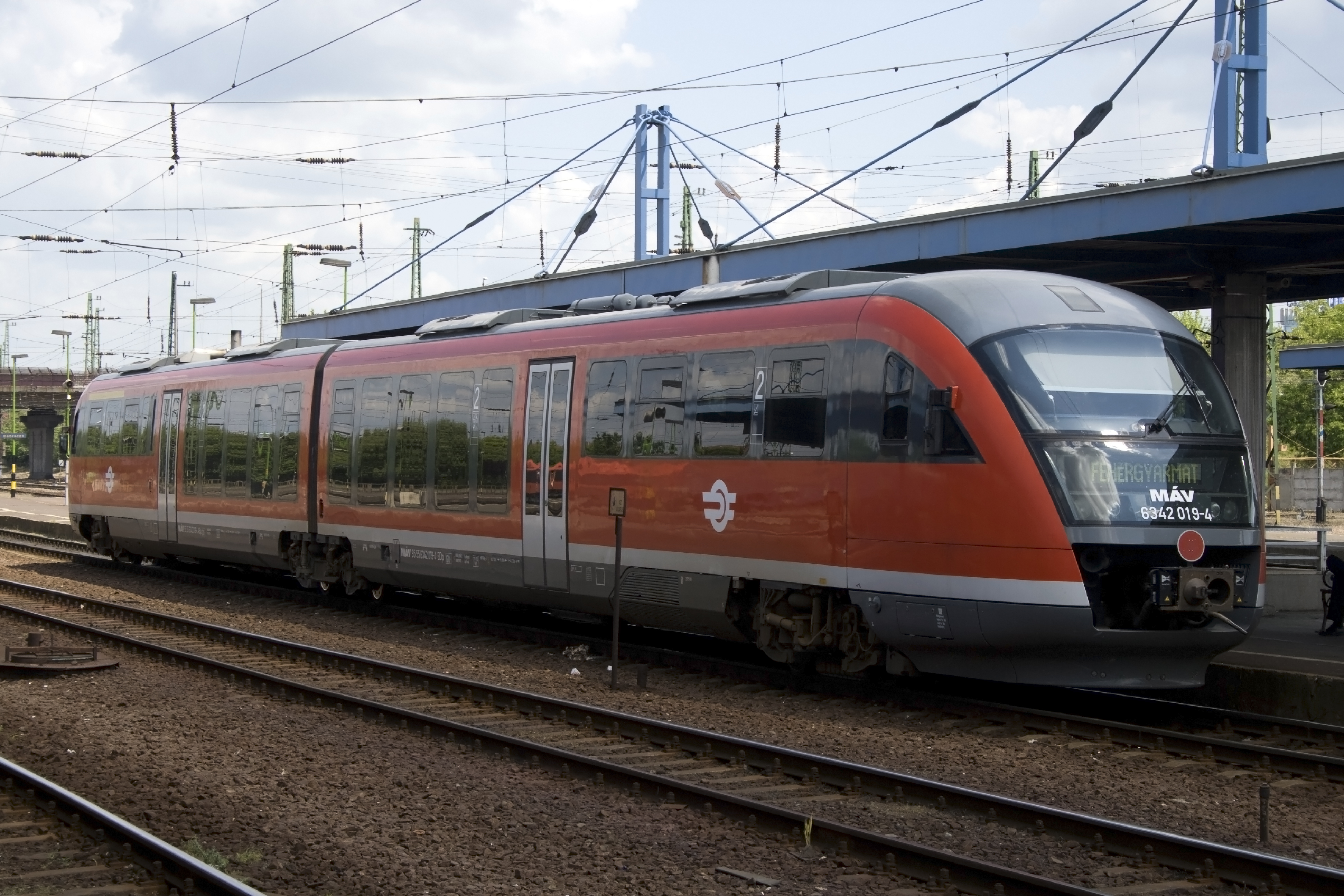
Siemens Desiro dízel motorvonat Debrecenben

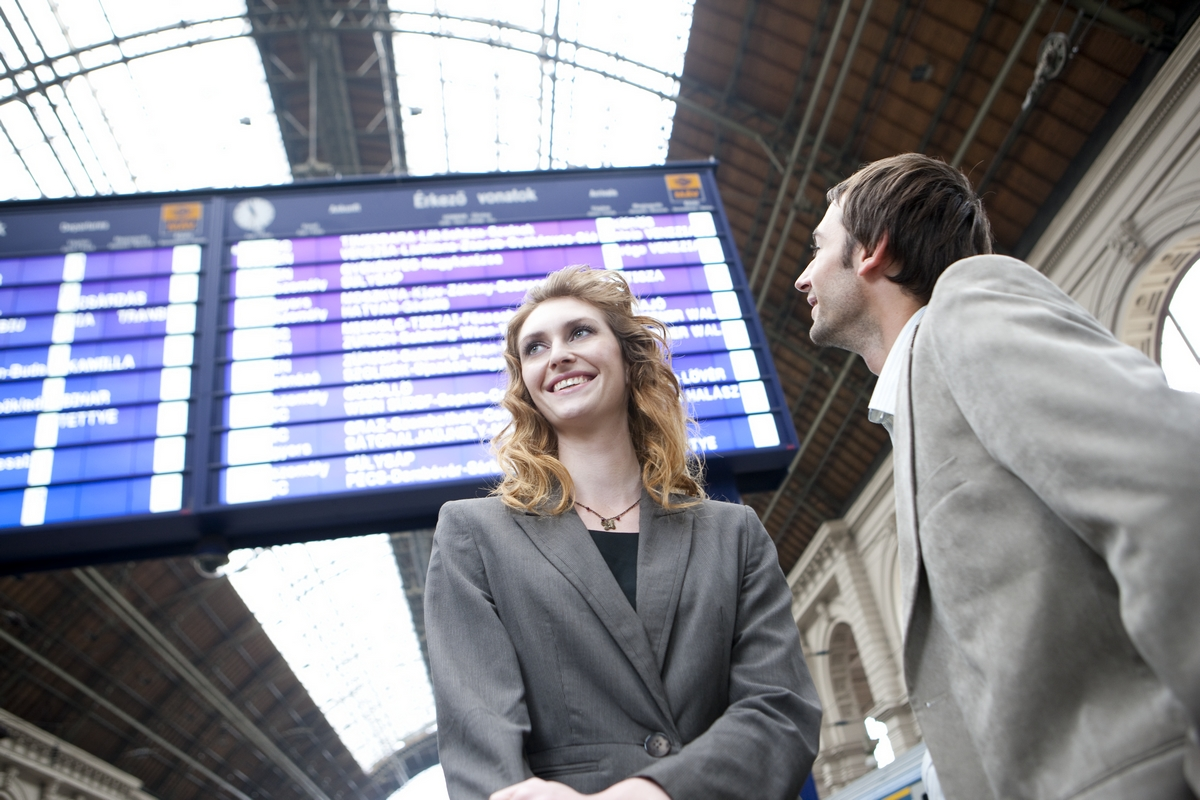

A MÁV-csoport adósságállománya (a Volánbusz és a VOLÁN Buszpark nélkül) az elmúlt évtizedben folyamatosan csökkent: a 2010. évi 300 milliárd forintos tartozás, a korábbi évek hiteleinek átvállalásával és a saját erős törlesztéseknek köszönhetően 2020. év végére 22 milliárd forinttal zárt. A MÁV-csoport 2020. év végi Volánbusszal és VOLÁN Buszparkkal történt bővülésével, a két társaság (főként Buszpark) hitel és lízing állományát is számításba véve, a 2020. év végi adósságállomány összesen 68 milliárd forint volt.

### IC+, szolnoki fejlesztések
A vasúttársaság kormányzati támogatással valósított meg a saját fejlesztésű új generációs IC+ kocsik gyártását. Az új kocsik rendelkeznek európai minősítéssel, 50 százalék feletti magyar hozzáadott értéket jelenítenek meg. 2023-ra elkészült mind a 35 másodosztályú és a 35 elsőosztály, bisztró és prémiumszakasszal is rendelkező IC+ kocsi. A projekt egyelőre határozatlan időre le lett állítva, de a cél, hogy le lehessen cserélni a távolsági vasúti közlekedésben az elavult kocsikat ezekre a korszerű eszközökre, amely összesen 400-500 IC+ kocsi legyártását jelenti.
A hatékony gyártás és karbantartás érdekében a vasúttársaság folyamatosan fejleszti a Szolnoki Járműjavítót, amelyet a MÁV VAGON Kft. üzemeltet.  A 2022 első negyedévére megépül a háromállású felületelőkészítő- és fényező csarnok. Az emeletes KISS motorvonatok karbantartási helyszíneként a Szolnoki Járműjavító területén található villamos mozdonyjavító csarnokot jelölték ki.

### KISS
2020-ban a budapesti elővárosi forgalomban megjelentek az első emeletes motorvonatok (a váci és a szolnoki vonalon). 2022 végéig a megrendelt járművek mindegyike, összesen 40 darab KISS állt forgalomba. A felújítások és a modern motorvonatok forgalomba állítása hozzájárul a menetrend javításához, a pontosabb közlekedéshez, az elővárosi vonalakra jellemző fokozott terhelés kiegyensúlyozottabb eloszlásához is.

### FLIRT egységesítés
A MÁV Személyszállítási Zrt. összesen 123 FLIRT villamos motorvonattal rendelkezik, amely a világ legnagyobb FLIRT állománya.
A Stadler a régebbi FLIRT-flotta (2006-2010 között beszerzett) felújítását 2020-ban kezdte meg és 2023-ban fejezte be.  A fejlesztésnek köszönhetően a 60 darab FLIRT motorvonat azonos műszaki színvonalú lett, mint az újabb kék-fehér festésű járművek. Az ezzel járó feladatokat részben Celldömölkön végezték.

### Tram-train
A MÁV Személyszállítási Zrt. (akkor még MÁV-START Zrt.) és a Stadler Rail Valencia 2017 májusában írta alá a tram-train szerződést nyolc plusz opcionálisan négy darab jármű beszerzéséről. A szerződés által biztosított opcionális jármű lehívási lehetőséggel élve, a MÁV-START 2020-ban megrendelte a további 4 darab tram-train járművet. Az első tram-train Hódmezővásárhely és Szeged között 2021. őszén állt forgalomba.

### Talent
A MÁV Személyszállítási Zrt. által üzemeltetett tíz Bombardier Talent motorvonat 30-40 százalékos rendelkezésre állással közlekedett. Ennek a helyzetnek a javítása és hosszú távú megoldása érdekében a MÁV Személyszállítási Zrt. (akkor még MÁV-START Zrt.), a MÁV Vagon és az ÖBB 2019-ben két évre szóló szerződést kötött, hogy a Talentek főjavítása, konstrukciós hibáinak megszüntetése, valamint gazdaságos és hatékony fenntartása mielőbb rendeződjön.
A járműveket  Székesfehérváron a MÁV VAGON Kft. közreműködésével újítják fel. A szakemberek elvégezték a motorvonatok tetőelemeinek újraszigetelését a beázások megszüntetésének érdekében; megtörtént a MÁV Személyszállítási Zrt. színtervei alapján a külső és a feliratok módosítása, új típusú mozdonyvezetői széket, a FLIRT motorvonatoknál alkalmazott korszerű légsűrítőt, nyomkarimakenő berendezést és a hajtásellenoldali csapágyfedélbe földelőgyűrűket épített be; valamint az ÖBB Talent vonatoknál alkalmazott, módosított tengelyrögzítéssel ellátott sínfék-léghengereket és osztott kivitelű féktárcsákat szereltek fel.

### MÁV Utasellátó
A hiányolt belföldi étkezőkocsi-szolgáltatás visszaállítása, a fedélzeti vendéglátás felélesztése a 2019-es nyári szezonban történt meg a dél-balatoni  InterCity vonatokon. Ennek folytatásaként 2019 őszén a Székelyföld, valamint 2023-ban Bécs felé a nemzetközi étkezőkocsi-szolgáltatást is újraindította az (akkor még MÁV-START Zrt.). A fókuszban az étkező-, háló- és fekvőhelyeskocsi-szolgáltatás hálózatának bővítése, a járművek modernizációja, a vasúti vendéglátás színvonalának emelése, a saját gyártású IC+ bisztrókocsik forgalomba állítása és a földi-állomási vendéglátás visszaépítése áll. Ennek keretében 2022-ben a Batthyány téren falatozót nyitott az Utasellátó, 2020-ban pedig 22 darab fekvőkocsit vásárolt az (akkor még MÁV-START Zrt.) Szlovákiából.

### Keleti pályaudvar akadálymentes utascentrum
A Keleti pályaudvaron a teljes vizesblokk rekonstrukciója 2020-ban kezdődött, 2023-ban pedig akadálymentes Utascentrumot létesítenek. Az akadálymentesített utascentrum a peronszint alatt, a jelenlegi belföldi pénztárak és a pénztárak előtti terület teljes átépítésével valósul meg több mint 1542 négyzetméteren. A 200-250 négyzetméteres ügyféltérben 9 új pénztári és 2 új ügyfélszolgálati pultot alakít ki a vasúttársaság, amelyek közül az egyik mozgássérült munkavállalók számára lesz kialakítva. A belföldi és nemzetközi menetjegy-értékesítésen túl az Utascentrum területén működik majd az információs és az ügyfélszolgálati iroda, és egy szolgáltatásértékesítő iroda is az utasok rendelkezésére áll, ahol a csoportos utazásokkal kapcsolatos igényeket lehet intézni. A közlekedési, várakozási terek, a gyereksarok és a biztonsági őr pultja is az utascentrumban kap helyet.
Mozgólépcső és lift is épül annak érdekében, hogy az utasok kényelmesen és akadálymentesen közelíthessék meg a metrót és a peronokat. Az utascentrumon kívül, de annak közelében pedig csomagmegőrzőket helyeznek el. A vasúttársaság dolgozóit is számos, az utasok számára láthatatlan, de a mindennapi pontos és hatékony munka érdekében szükséges fejlesztés szolgálja az utascentrumhoz tartozó háttérirodákban.

### 50 megújuló állomás program
2019-ben elindult a legforgalmasabb állomásokat érintő „50 megújuló állomás” karbantartási program. Több állomás és megállóhely újult meg 2020-ban, valamint több helyszínen épültek ki P+R és B+R parkolók.
A fentieken túl több állomáson tervezik új típusú utasbeállók telepítését is.
A 2020-ban megjelent kormányhatározat értelmében, a Budapest Fejlesztési Központ a MÁV-val szoros együttműködésben további háromezer P+R, valamint legalább kétezer B+R parkoló tervezését kezdi meg az agglomerációs és elővárosi vasútvonalak mentén, a közlekedési módváltás elősegítésére. Több mint negyven helyszínre készülnek el a parkolók és kerékpártárolók engedélyezési és kiviteli tervei, a helyszínek vizsgálata és kiválasztása folyamatban van.

### Pályafelújítások
A MÁV 2020-ban felújította a borsodi és a szabolcsi megyeszékhelyet összekötő vasútvonal Mezőzombor és Nyíregyháza közötti szakaszát, amelynek köszönhetően megszűntek a sebességkorlátozások, stabilabbá, tarthatóbbá vált a menetrend, és kényelmesebbé az utazás. A debreceni állomásról vezérelt központi forgalomirányítás is megbízhatóbban működhet. Vágányszabályozást végeztek a nyíltvonali szakaszokon és az állomások vágányain, váltóin, azaz kitérőin. Tizenegy kilométeren cseréltek síneket, több mint négy kilométeren a pályatest ágyazatát is megújították, ezenkívül 25 kitérő helyett fektettek le újakat, és 440 méternyi vágányt is építettek.
2020 májustól augusztus végéig tartó munkálatok keretében a ceglédi (100a) vonal Nyugati pályaudvar és Városligeti elágazás közötti szakaszán 5,6 kilométeren átépítették a vágányokat, számos váltót kicseréltek, a távközlési eszközök, a biztosítóberendezések és a felsővezeték karbantartását is elvégezték a MÁV FKG szakemberei. A felújításba vont vágányokkal és kitérőkkel összefüggésben a meglévő váltófűtési rendszereket is korszerűsítették, ennek köszönhetően a váltók már nem fognak lefagyni a téli időszakban. A munkálatoknak köszönhetően megszüntethetők a sebességkorlátozások ezen a szakaszon.
A kormány 20 milliárd forinttal támogatja a Vecsés-Üllő, Üllő-Monor nyílt vonali szakaszokon és Monor állomáson a pályafelújítást. A vasúttársaság 2021-ben elvégzi a lassújelek megszüntetéséhez szükséges felújítási munkákat.
A MÁV Zrt. MÁVINFORM szolgáltatása 24 órás ügyeletben gondoskodik a sajtó azonnali tájékoztatásáról a havariahelyzetek, késések esetében, és a MÁV honlapján külön figyelemfelkeltő bannert helyez ki, amelyre kattintva országosan jelennek meg a hírek a vasúti közlekedésről. A MÁV Személyszállítási Zrt. személyszállító vonatainak aktuális helyzete megtekinthető az interneten a térképes Vonatinfón, vagy a MÁV alkalmazás segítségével. Az alkalmazásban elektronikus jegy vásárlására is lehetőséget biztosít. A MÁVDIREKT telefonos ügyfélszolgálat a nap huszonnégy órájában áll az utasok rendelkezésére, angol nyelven is.

## Hagyományok

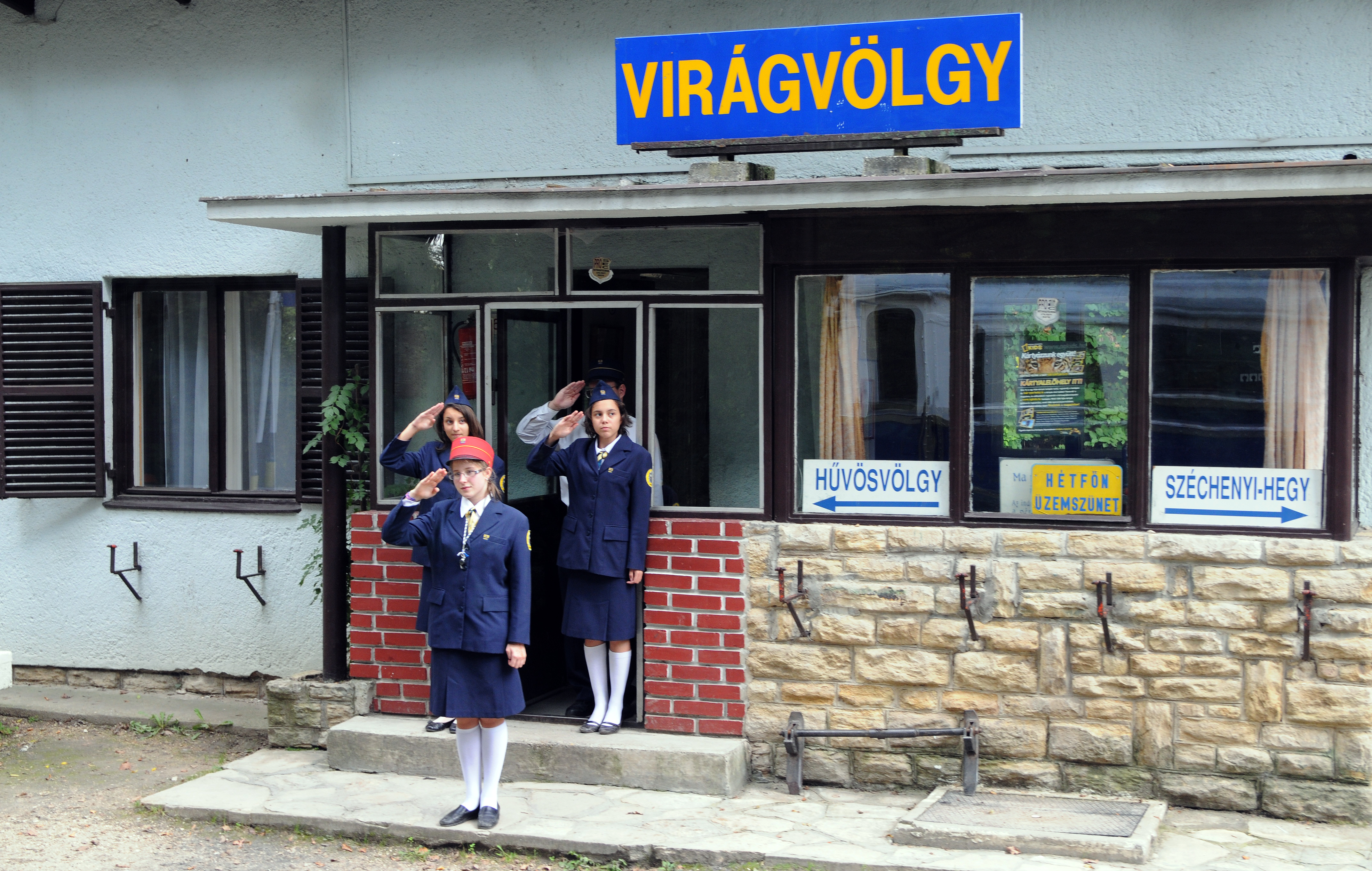

A vasutasság kiemelt figyelmet fordít arra, hogy a múltbeli értékeket őrizze, továbbadja az utókornak. E felelősségvállalás jegyében nyílt meg az ezredfordulón a Magyar Vasúttörténeti Park, illetve működik immár 75 éve a MÁV Szimfonikus Zenekar és a Gyermekvasút is.
A MÁV Zrt. Széchenyi-hegyi Gyermekvasút gyermekek segítségével közlekedtet valódi pályán valódi vonatokat. Hangulatos kisvasútként szolgálja a budai hegyekben kirándulókat, felelősségteljes feladatot és közösségi életet biztosítva a gyermekvasutasként szolgáló tíz-tizennégy éves gyermekeknek. A Guinness World Records (GWR) Rekordok Könyve szerint ez a világ leghosszabb olyan vasútvonala, amelyen a forgalmi és kereskedelmi szolgálatot gyermekek látják el.
A balatonfenyvesi kisvasúton elkezdődött a csisztafürdői vonal újjáépítése. A nagybereki tájakat bejáró, főleg a nyári turistaszezonban közkedvelt kisvasút hálózatának másik vonalát, az Imremajor és Csisztafürdő közötti 8 kilométeres szakaszt is újjáépíti a MÁV, erre a célra 2,1 milliárd forint támogatást különítettek el. Ezen a nyomvonalon 2002 óta szünetel a közlekedés, tehát lényegében teljesen új pályát kell építeni, illetve a hidakat, vasúti átjárókat is jelentősen fel kell újítani. A munkálatokat a régi pálya elbontásával már 2020 tavaszán elkezdték, jelenleg a régi műtárgyak elbontása és feltáróutak kialakítása zajlik. A tervek szerint 2021 nyarán indulhat el a forgalom a megújult vonalon.
A Magyar Vasúttörténeti Park 2000-ben nyitotta meg kapuit, Európa első interaktív vasúti parkjaként. 70 ezer négyzetméternyi területen száznál több vasúti járművet és berendezést mutat be Budapesten. Európa egyik legnagyobb szabadtéri, egyben első interaktív vasúti múzeumában a látogatók nemcsak nézhetik az ősi masinákat, hanem maguk is kipróbálhatják őket.
A MÁV Szimfonikus Zenekar 1945 tavaszán, a második világháború után kezdett működni a MÁV zenekaraként, és folyamatos sikernek örvend. A ma is aktív együttes tokiói koncertjén még a Három Tenort is „kísérte”, akik közül Luciano Pavarottival összesen öt ízben zenélt.
A pályaudvarok hangosbemondójának szignáljára 1972-ben írtak ki pályázatot, amelyre számos pályamű érkezett, köztük híres zeneszerzőktől. A győztes a Székely Tamás – a rádió- és elektronikai részleg vezetője, aki a szignál lejátszásához szükséges eszközök kifejlesztésével foglalkozott – által jegyzett mű lett, amelyet 1974-től használ a vasúttársaság. A dallamnak számos feltételnek kellett megfelelnie, többek között jól kellett szólnia a kor műszaki színvonalán álló hangosbemondókon.

## Pályaudvarok és vasútállomások

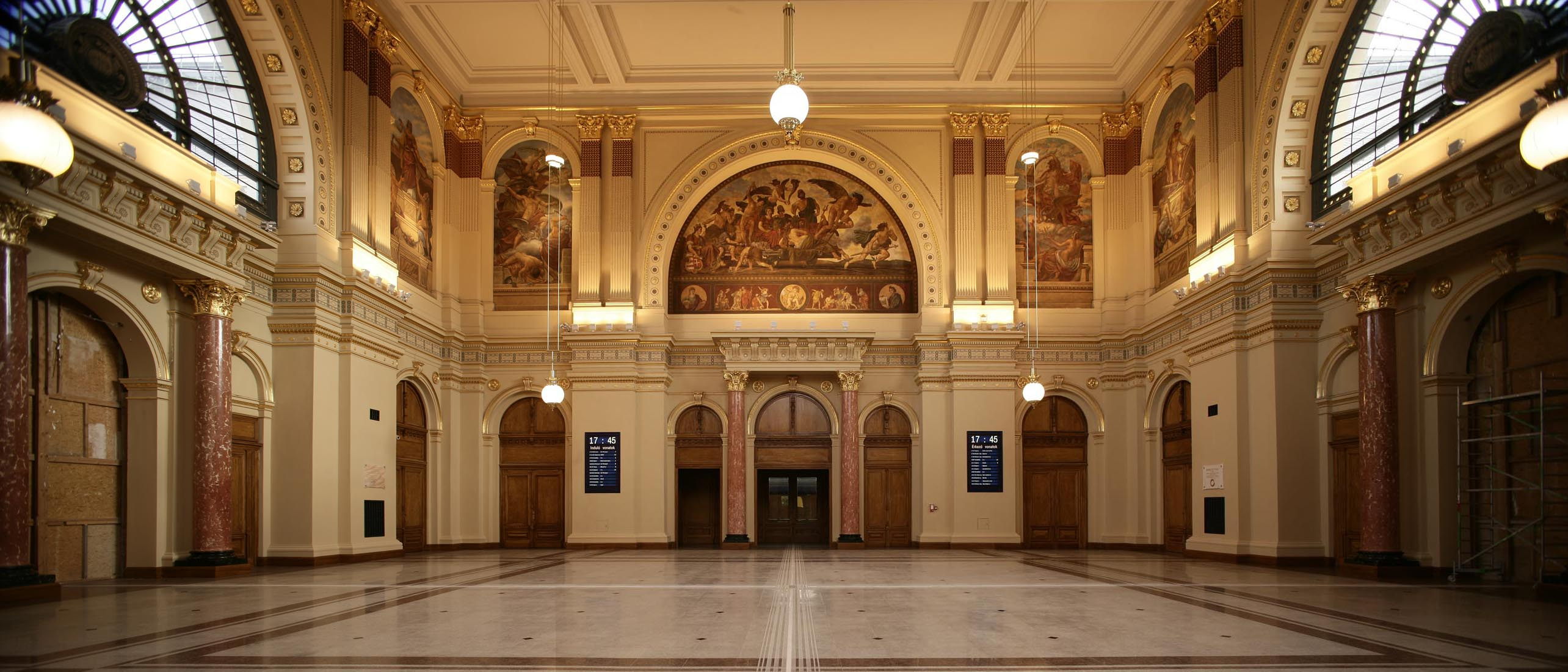
A Keleti pályaudvar Lotz-terme

Magyarország valamennyi jelentős pályaudvara – Budapesten a Keleti, a Nyugati és a Déli pályaudvar – a MÁV kezelésében van, és a hazai vasúti infrastruktúra legnagyobb üzemeltetőjeként a társaság kezeli a legtöbb magyarországi vasútállomást is.
A MÁV első pályaudvara a Józsefvárosi pályaudvar volt: 1867-ben adták át a forgalomnak. 1867–1885 között az államvasutak budapesti főpályaudvaraként működött, ezt követően vette át a feladatát a szintén a VIII. kerületben épült, nagyobb, korszerűbb Keleti pályaudvar.

## A MÁV-csoport nemzetközi kapcsolatai

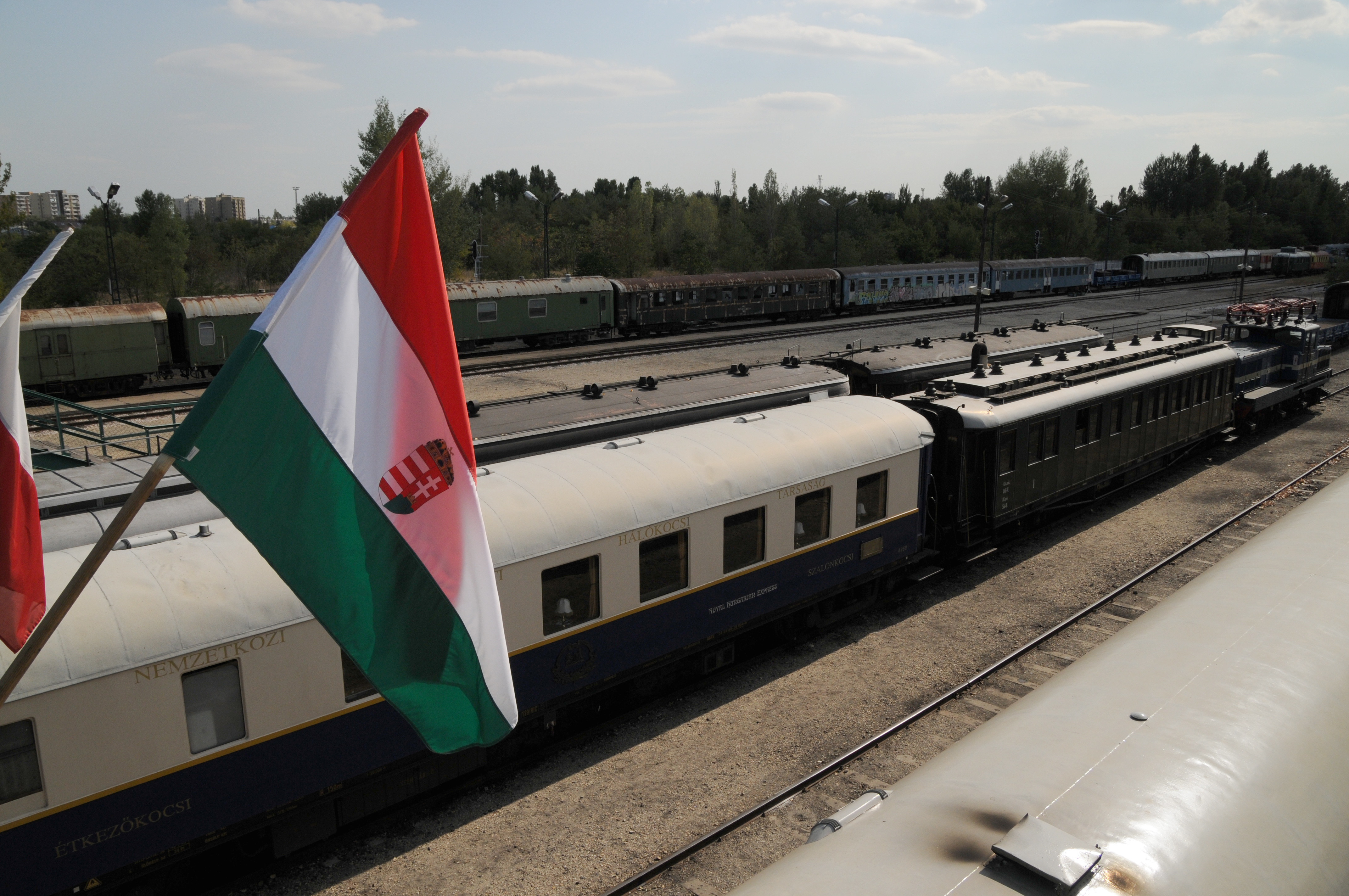
Vonat a Vasúttörténeti Parkban

A MÁV-csoport nemzetközi kapcsolatrendszere felöleli a szakmai – pályavasúti, forgalmi, műszaki, személyszállítási, vontatási – és funkcionális területeket.
A MÁV-csoport közel húsz nemzetközi szervezet munkájában vesz részt. Ezek között kiemelkedő jelentőséggel bír az Európai Vasúti és Infrastruktúra Társaságok Közössége (CER), amely Brüsszelben képviseli az uniós vasutak érdekeit az EU intézmények előtt a vasutak jövőjét meghatározó jogalkotási folyamatban. Központi szerepe van a párizsi székhelyű, globális, valamennyi földrész vasútjainak színteret adó Nemzetközi Vasútegyletnek (UIC) elsősorban a vasúti közlekedés műszaki és kereskedelmi feltételeinek kialakításában és gyakorlati megvalósításában. A brüsszeli székhelyű Nemzetközi Tömegközlekedési Szövetség (UITP) a közösségi közlekedés ügyét képviseli és népszerűsíti világszerte. A Varsóban működő Vasutak Együttműködési Szervezete (OSZZSD) az Európa és Ázsia közötti vasúti forgalom fejlesztésében, a fuvarozások jogi, kereskedelmi és műszaki hátterének biztosításában bír jelentőséggel. Az eurázsiai vasúti fuvarozások növelésében kiemelt jelentőségű Transzeurázsiai Szállítások Nemzetközi Koordinációs Tanácsával (TSZKT) is szoros az együttműködése a MÁV-nak, a hazai tranzitálási lehetőségek jobb kihasználása, a záhonyi vasúti áruforgalom volumeneinek növelése érdekében. A társaság tagja a RailNetEurope (RNE) szervezetnek, a vasúti infrastruktúrához való hozzáférés egyszerűbbé és gyorsabbá tétele céljából.
A sikeres vasútdiplomáciai tevékenység eredményeként a MÁV Zrt. vezetői több alkalommal töltöttek be vezető posztokat a nemzetközi vasútszakmai szervezetekben. 2022-ben a MÁV Zrt. elnök-vezérigazgatója, dr. Pafféri Zoltán a CER bizottsági tagja. Hazánk képviselői töltik be közel két évtizede az OSZZSD szervezetében a titkári posztot.
A társaság jó kapcsolatot ápol a partnervasutakkal, kiemelten a szomszédos országok vasúttársaságaival. A szakmai találkozók alkalmat nyújtanak a tapasztalatcserére, a napi szintű operatív kérdések vagy éppen a stratégiai témák közös áttekintésére. Nagyon fontos az együttműködés a visegrádi vasutakkal is: vezérigazgatói találkozókon, szakértői megbeszéléseken a térség aktuális vasútpolitikai kérdéseit tekintik át a felek, közös kormányzati/uniós fellépések és álláspontok kialakításának lehetősége mellett. 
Az EU-n belüli nemzetközi vasúti áruforgalom elősegítésére hozták létre az árufuvarozási folyosók hálózatát, amely a szabadpiacon tevékenykedő vasúti fuvarozó vállalatok számára törekszik a pályahasználati feltételeket javítani. A folyosók rendszere lefedi a fő nemzetközi áruáramlatok útvonalát és a legfontosabb hazai vasútvonalakat. A MÁV Zrt. hálózatán négy ilyen folyosó is keresztülhalad:
- Borostyán: Szlovénia koperi kikötőjét köti össze hazánkon és Szlovákián keresztül Lengyelország belorusz határával;
- Mediterrán: Spanyolország déli részéből kiindulva Franciaországon, Olaszországon keresztül, Szlovénián át egészen Záhonyig;
- Rajna–Duna: Elzásztól húzódik végig Közép-Európa szívén keresztül Románia fekete-tengeri kikötőiig;
- Orient: Németország északi-tengeri kikötőitő kiindulva hat kelet-közép-európai és délkelet-európai országot köt össze a Fekete-tengerrel és az Égei-tengerrel (a folyosó budapesti székhellyel működik).

## Problémák
A MÁV-nak régebb óta jelentős problémái halmozódtak fel, ezek a rossz állapotú, elavult infrastruktúra, az elavult struktúrájú személyi állomány, és az állami támogatások elmaradása, illetve rossz döntések mentén alakultak ki. Az elöregedett infrastruktúra miatt a járatok rendszeresen késnek, ezekben a 2020-as évekre következett be jelentős növekedés. A MÁV Zrt. 2017-ben bevezetett módszertan szerint mérte és tette közzé a menetrendszerűségi adatokat. Ez a módszer a 6 perc kését meghaladó személyszállító vonatok késését összesíti, de kizárja azokat az eseteket, amikor baleset vagy fennakadás miatt az utasokat pótlóbusz szállítja. A rendszer 2017-es indulásakor az így meghatározott éves késés 3,5 év volt – közel 1,8 millió percet –, de ez 2023-ra már elérte a rekord 5 év és 8 hónapot – közel 3 millió percet. A 2023-es adathoz hozzátartozik, hogy az év során 1 204 441 darab személyszállító vonat közlekedett, 176,5 évnyi teljes menetidővel. A késéseket gyakran okozzák balesetek, pályahibák, biztosítóberendezés hibái, szomszédos vasutasságoktól átvett késések, időjárási okok, valamint csatlakozásra várás. A 2017 óta használt számítási módszertant 2024-ben felváltották egy másikkal. Hegyi Zsolt, a MÁV Zrt. vezérigazgatója 2024 novemberében mutatta be az új rendszer szerint számított menetrendszerűségi adatokat, azonban ezzel együtt a régi rendszer szerint közzétett adatok a MÁV-csoport elérhetetlenné tette.
Sok problémát okoznak a vidéki utasoknak a mellékvonalak állapota, amikből több bezárásra is került, illetve ahol van vasút forgalom ott is gyakoriak a komfort nélküli állomások vagy vasúti megállóhelyek, de a frekventált fővárosi Déli pályaudvar állapota is sokat romlott az évtizedek alatt. A rossz állapotú pályák miatt számos vonalon megnőtt a menetidő.
Gond a szervezet személyi állományának elöregedése is, mivel sok fiatalabb munkavállaló a jobb fizetés és munkakörülmények miatt magánvasutakhoz vagy külföldre szegődik, amivel a MÁV nem tud versenyezni, és ezért gyakran nincs megfelelő számú személyzet. Bár a MÁV úgy kommunikálta a felvetést 2024 elején, hogy „a MÁV-Volán csoportnál a betöltetlen pozíciók aránya az összlétszámhoz képest mindössze mintegy 3 százalék”, az ott dolgozók és a szakszervezeti képviselők szerint nincs olyan terület, ahol ne lenne munkaerőhiány.

## A vasúttársaságot jellemző számadatok
- 17 ezer munkavállaló (2024.12. hó)[34]
- Évente 1,39 millió vonat
- Vasúti pályahálózat hossza: 6979,8 vonalkilométer
- Kétvágányú pálya hossza: 1238,9 vágánykilométer (17,75%)
- Villamosított vasúti pálya hossza: 2864,6 vonalkilométer (41,04%)
- Nemzetközi törzshálózat hossza: 2702,9 vonalkilométer
- Állomások száma: 639 db
- Megállóhelyek száma: 762 db
- Biztosított útátjárók száma: 2507 db

Közlekedtetett vonatok száma 2023. év
- Személyszállító vonat: 1 139 370 db
- Tehervonat: 137 601 db
- Egyéb: 114 039 db
- Összesen: 1 391 010 vonat

Vonatkilométer 2023. év
- Személyszállító vonatok: 83 620 266
- Tehervonatok: 17 300 183
- Egyéb: 5 093 773
- Összesen: 106 014 222

Bruttótonna km 2023. év
- Személyszállító vonatok: 18 951 353 753
- Tehervonatok: 22 305 539 714
- Egyéb: 484 620 518
- Összesen: 41 741 513 985